# Sonate K. 169
La sonate K. 169 (F.119/L.331) en sol majeur est une œuvre pour clavier du compositeur italien Domenico Scarlatti.

## Présentation
La sonate K. 169 en sol majeur, notée Allegro con spirito, progresse dans un rythme de danse, un tango espagnol. Elle pourrait former une paire avec la sonate K. 171, bien que toutes les sources séparent les deux pièces, ou même un triptyque réunissant les sonates K. 169 à 171, qui semble avoir été conçu d'un seul coup, avec leur harmonie restreinte et leur séquence tonale : successivement sol, ut et sol majeur.

## Manuscrits
Le manuscrit principal est le numéro 22 du volume I (Ms. 9772) de Venise (1752), copié pour Maria Barbara ; les autres sont Parme I 22 (Ms. A. G. 31406), Münster IV 32 (Sant Hs 3967) et Vienne B 32 (VII 28011 B).

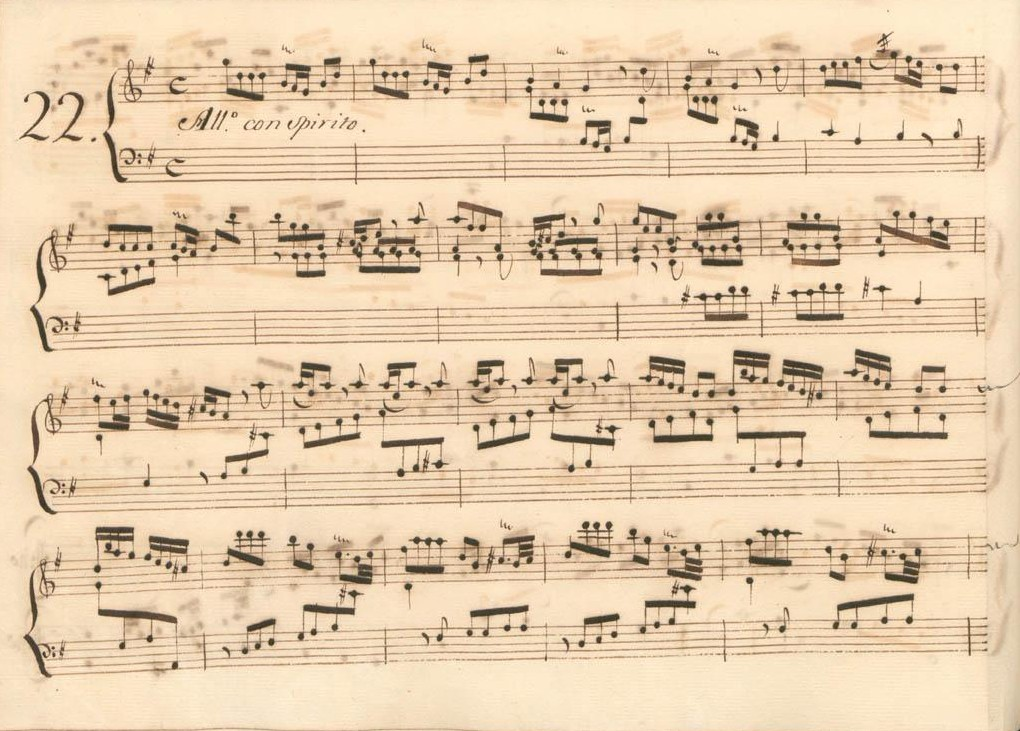
Parme I 22.
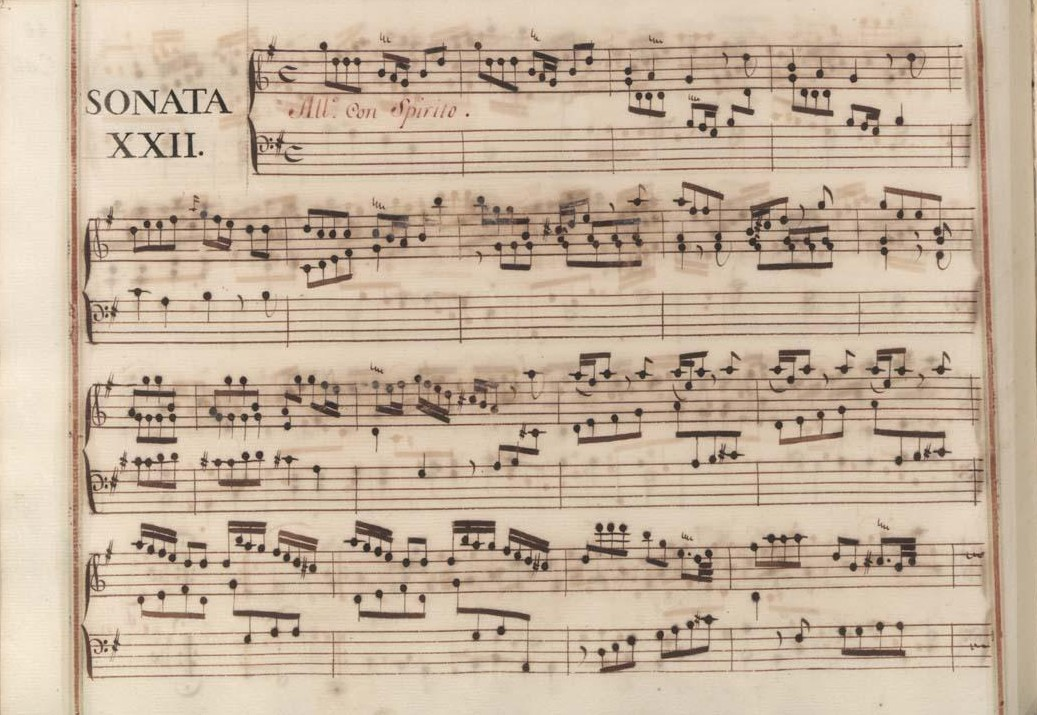
Venise I 22.
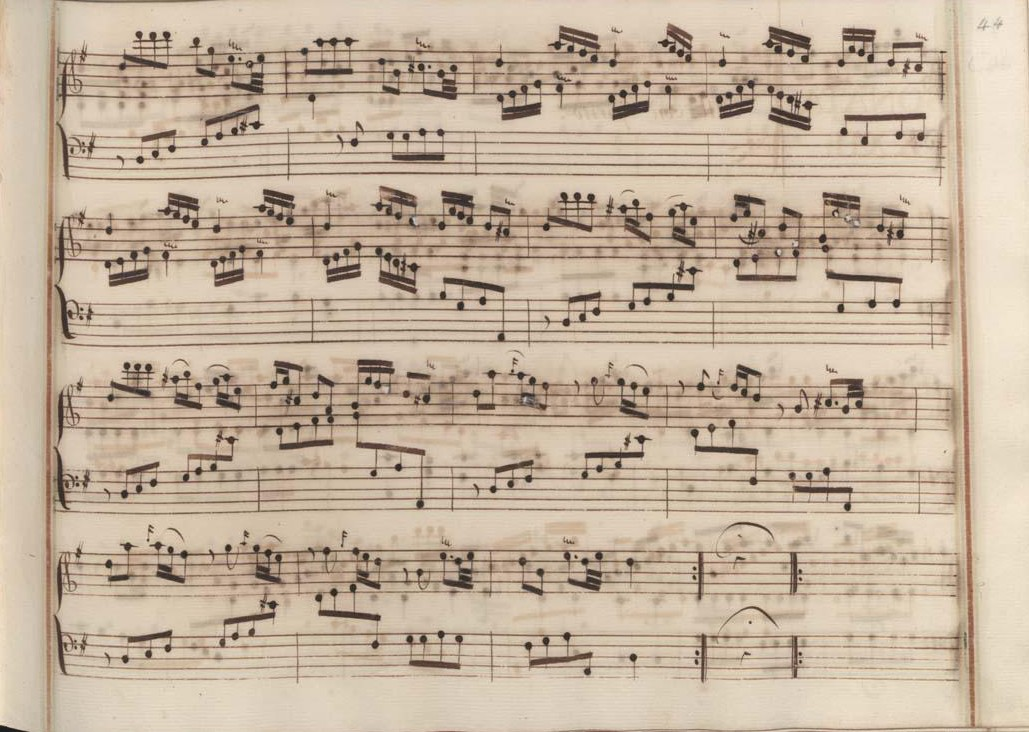
Venise I 22 (fin de la première section).

## Interprètes
La sonate K. 169 est défendue au piano notamment par Ievgueni Zarafiants (1999, Naxos, vol. 6), Heidi Kommerell (1985, Audite) et Carlo Grante (2009, Music & Arts, vol. 1) ; au clavecin par George Malcolm (1954, Archiv), Scott Ross (1985, Erato), Bob van Asperen (1991, EMI), Richard Lester (2001, Nimbus, vol. 1) et Pieter-Jan Belder (Brilliant Classics, vol. 4).
Le duo Chomet-Cazé l'interprète à la guitare (Mandala) et Marco Ruggeri (2006, MV Cremona) à l'orgue.

## Sources
: document utilisé comme source pour la rédaction de cet article.
- Ralph Kirkpatrick (trad. de l'anglais par Dennis Collins), Domenico Scarlatti, Paris, Lattès, coll. « Musique et Musiciens », 1982 (1re éd. 1953 (en)), 493 p. (ISBN 978-2-7096-0118-4, OCLC 954954205, BNF 34689181).
- Alain de Chambure, « Domenico Scarlatti : Intégrale des sonates — Scott Ross », Erato (2564-62092-2), 1985 (OCLC 891183737) .
- (en) Carlo Grante, « Domenico Scarlatti, intégrale des sonates pour clavier (vol. 1) », p. 15, Music & Arts (CD-1236), 2010 .